# لغات مولدة عربية
من اللغات المولدة المشتقة من اللغة العربية:
- العربية النوبية (كينوبي) في كينيا وأوغندا، وهي مختلفة عن اللغة النوبية
- العربية الجوبية (عربي جوبا) في جنوب السودان
- العربية البابالية في التشاد ويتحدثها أقل من ألفي فرد من قبيلة الباباليّة، إضافة إلى لغتهم الأصلية «البراك».[1] ذهب بعض المؤرخين في تأثيل لفظة «البابالية» إلى أنها كلمة منحوتة من لفظ «ناس بابا علي» الذي يظهر أنه أحد أمراء إمبراطورية كانم ممن هاجروا إلى قرية حجر الخميس.[2]

## وصلات خارجية
- Inneke Hilda Werner Wellens. The Nubi language of Uganda: an Arabic Creole in Africa في كتب جوجل